# Паметник на Незнайния воин (София)
Паметникът на Незнайния воин, наричан и Гробът на незнайния воин, е изграден до южната фасада на напречния кораб на ранно-християнската църква „Света София“, дала името на град София, столицата на България и неин символ. Той представлява тържествен паметен комплекс, в който централно място е отредено на символичния Гроб на незнайния български войн, възпоменание на стотиците хиляди български войници, загинали във войните, водени от българската държава. Паметникът е създаден през 1941 година, след Деветосептемврийския преврат е унищожен и през 1981 година е възстановен по проект на Никола Николов. Паметният комплекс съчетава „вечен огън“, пръст от Старо-загорската и Шипченската битка - едни от най-важните в Руско-турската война от 1877 до 1878 година, статуя на легналия лъв от стария паметник – българския национален символ, дело на известния скулптор Андрей Николов, пилони с българското знаме и каменна плоча с надпис:
| „                                          | БЪЛГАРИЙО, ЗА ТЕБЕ ТЕ УМРЯХА, ЕДНА БЕ ТИ ДОСТОЙНА ЗАРАД ТЯХ И ТЕ ЗА ТЕБ ДОСТОЙНИ, МАЙКО, БЯХА! | “ |
| из Новото гробище над Сливница, Иван Вазов |                                                                                                |   |

## История
През 1918 година в България е създадена комисия за направа на паметника. През декември 1922 година министърът на народното просвещение Стоян Омарчевски предлага да се създаде фонд за изграждане на паметник на българските воини, паднали за родината. На 14 декември 1926 година специална комисия, оглавена от военния министър генерал Иван Вълков, възлага изпълнението на проекта на известния български скулптор Андрей Николов и определя мястото – от южната страна на църквата „Света София“, като е решено да представлява символичен гроб на всички знайни и незнайни български воини, паднали в борбите за освобождението, обединението и защитата на България. На 8 юли 1931 година паметникът е готов, но не е одобрен заради претрупаността си – има 17 скулптурни фигури. Николов приема критиката и през декември 1931 година новият вариант е приет.
Окончателно скулптурният комплекс е завършен на 14 септември 1936 година, но не е открит официално до 1941 година. Композицията е: бронзов лъв с дължина 4 m, който днес е в подстъпите към монумента, увенчаващ гранитен саркофаг-постамент, широк 3 m и висок 2,55 m с бронзов релеф и два метални кръста „За храброст“ с надпис „На загиналите за Родината – вечна слава!“, фланкиран с барелефи със скърбящи жени от двете му страни: от едната – плачеща върба (символ на скръбта) и две българки в добруджанска и тракийска носии, а от другата – две българки със свещи в македонска и поморавска носии, покрусени от мъка и с наведени глави със забрадки.
При англо-американските бомбардировки над София паметникът е сериозно увреден и след Деветосептемврийския преврат от 1944 година мястото е разчистено - шведският полиран гранит с едър кристал и особен черно-зелен цвят е използван за мавзолея на Георги Димитров, а скулптурата на лъва е преместена отначало в детския град в Панчарево, а по-късно в 1952 година – на брега на река Искър до моста край село Горубляне. Впоследствие генерал Иван Винаров, министър на строежите и пътищата, разпорежда да бъде поставен върху кръгъл постамент край пътя за Пловдив, току пред входа на бившата царска резиденция „Врана“. При строежа на магистрала „Тракия“ следите му са изгубени. През 1975 година по сигнал на граждани е открит край къмпинг „Врана“ и прибран на съхранение в двора на Военно-историческия музей в София.
През 1965 година на мястото е монтиран паметникът на Паисий Хилендарски в София, който след известно време е преместен на сегашното си място, срещу патриаршеския храм „Свети Александър Невски“.
През 70-те години отново се поставя въпросът за изграждане на паметник на Незнайния воин. Провеждат се конкурси, изменя се мястото, но проектите не са одобрени. Във връзка с честванията по случай 1300-годишнината на българската държава, Българската комунистическа партия взема решение за възстановяване на паметника на същото място, но с променен вид. През 1980 година се възлага на колектив начело с архитект Никола Николов и скулптора професор Любен Димитров да изработи нов проект. Художественият образ е тържествен, изпълнен с достойнство и национален дух, но без патетика. Открит е с голямо военно тържество на 22 септември 1981 година. Паметникът представлява саркофаг, в който са поместени 15 гилзи със свещена земя от всички краища на България и тленните останки на незнайни воини от различни исторически значими места, като по този начин паметникът се превръща в символ на честта, родолюбието и саможертвата на всички български воини, паднали в защита на Отечеството. Зад саркофага е поставен вечният огън, който е запален с пламък, донесен от Шипка. Вечният огън символизира връзката на сегашните поколения с миналите и показва почитта на потомците. В скулптурната композиция е включен и лъвът от стария паметник.
Паметникът на Незнайния воин е мястото, където се извършват някои от най-важните държавни церемонии. Тук започва ежегодното честване на националния празник на България – 3 март, като официално се издига националното знаме. Тук се извършва празничен богоявленски водосвет за войската и военен парад по случай Деня на храбростта и празника на българската армия – 6 май Гергьовден. Отново тук по държавния и дипломатически Протокол поднасят венци всички официални чужди делегации.